# Robert W. Chambers
Robert William Chambers (n. 26 mai 1865, New York City, New York, SUA – d. 16 decembrie 1933, New York City, New York, SUA) a fost un artist american și scriitor de ficțiune, cel mai bine cunoscut pentru colecția sa de povestiri The King in Yellow (Regele în galben) care a fost publicată în 1895.

## Biografie
Chambers s-a născut în Brooklyn, New York, tatăl său fiind avocatul William P. Chambers (1827–1911) și mama sa fiind Caroline Smith Boughton (1842–1913). Părinții săi s-au întâlnit când mama lui avea doisprezece ani, iar William P. făcea stagii cu tatăl ei, Joseph Boughton, de asemenea un avocat. În cele din urmă, cei doi au format firma de avocatură Chambers & Boughton, care a continuat să prospere chiar și după moartea lui Joseph în 1861. Străbunicul lui Robert Chambers, William Chambers (naștere necunoscută), locotenent în Marina Regală Britanică, a fost căsătorit cu Amelia Saunders (1765–1822), o strănepoată a lui Tobias Saunders⁠(d) din Westerly, Rhode Island. Cuplul s-a mutat din Westerly în Greenfield, Massachusetts și apoi în Galway, New York, unde s-a născut fiul lor, denumit tot William Chambers (1798–1874). Cel de-al doilea William a absolvit Union College⁠(d) la vârsta de 18 ani, apoi a mers la o facultate din Boston, unde a studiat medicina. După absolvire, el și soția sa, Eliza P. Allen (1793–1880), o descendentă directă a lui Roger Williams, (fondator al Providence, Rhode Island), au fost printre primii coloniști din Broadalbin, New York. Fratele său a fost arhitectul Walter Boughton Chambers⁠(d).
Chambers a studiat mai întâi la Institutul Politehnic din Brooklyn, apoi a intrat în Art Students' League în jurul vârstei de douăzeci de ani, unde artistul Charles Dana Gibson⁠(d) i-a fost coleg de facultate. Chambers a studiat la Paris la École des Beaux-Arts și la Académie Julian între 1886 și 1893, iar opera sa a fost expusă la Salon în Paris din 1889. La întoarcerea sa la New York, a reușit să-și vândă ilustrațiile revistelor Life, Truth și Vogue. Apoi, din motive neclare, și-a dedicat timpul scrierii, iar primul său roman, In the Quarter În cartier, a fost scris în 1887 la München. Efortul său cel mai faimos, și poate cel mai merituos, este Regele în galben, o colecție de povestiri Art Nouveau publicată în 1895. Aceasta a inclus mai multe povestiri celebre ciudate care sunt legate de tema unei piese de teatru fictive cu același titlu, care îi înnebunește pe cei care o citesc.  E. F. Bleiler⁠(d) a descris Regele în galben ca una dintre cele mai importante lucrări ale ficțiunii supranaturale americane. De asemenea, a fost foarte admirat de H. P. Lovecraft.
Chambers a revenit la genul ficțiune ciudată în colecțiile sale ulterioare de povestiri The Maker of Moons, The Mystery of Choice⁠(d) și The Tree of Heaven⁠(d), dar niciuna nu avut atât de mult succes ca The King in Yellow. Unele dintre lucrările lui Chambers conțin elemente de science fiction, cum ar fi In Search of the Unknown / În căutarea necunoscutului și Police!!! / Poliția!!!, despre un zoolog care întâlnește monștri.
Principala operă de ficțiune istorică a lui Chambers o reprezintă o serie de romane care au loc în timpul războiului franco-prusac. Aceste romane sunt The Red Republic / Republica Roșie (1895, despre Comuna din Paris), Lorraine (1898), Ashes of Empire (1898) și Maids of Paradise (1903). Chambers a scris Special Messenger (1909), Ailsa Paige (1910) și Whistling Cat (1932), romane plasate în timpul războiului civil american. Chambers a mai scris Cardigan (1901), un roman istoric pentru tineret, plasat la începutul Revoluției Americane.
Chambers a început să scrie mai târziu ficțiune romantică pentru a-și câștiga existența. Potrivit unor estimări, Chambers a avut una dintre cele mai de succes cariere literare din perioada sa, romanele sale ulterioare vânzându-se bine și câteva dintre ele atingând statutul de best-seller. Romanele de dragoste ale lui Chambers au prezentat adesea relații intime între bărbați „lipsiți de etică” și femei cu dorință sexuală, ceea ce a făcut ca unii recenzori să acuze lucrările lui Chambers de promovare a imoralității. Multe dintre lucrările sale au fost, de asemenea, publicate în foileton în reviste.
În romanul său The Man They Hanged despre căpitanul Kidd⁠(d) a susținut că William Kidd nu a fost un pirat, ci a fost făcut țap ispășitor de către guvernul britanic.
În timpul Primului Război Mondial, Chambers a scris romane de aventuri de război și povestiri de război, dintre care unele au arătat o revenire puternică la vechiul său stil de ficțiune ciudată, cum ar fi povestirea „Marooned” în Barbarians (1917). După 1924 s-a dedicat numai scrierii de ficțiune istorică.
Chambers, timp de câțiva ani, a avut la Broadalbin, New York casa sa de vară. Unele dintre romanele sale abordează viața colonială din Broadalbin și Johnstown.
La 12 iulie 1898, s-a căsătorit cu Elsa (Elsie) Vaughn Moller (1872–1939). Au avut un fiu, Robert Edward Stuart Chambers (1899–1955) (care folosea uneori numele Robert Husted Chambers).
Robert W. Chambers a decedat la 16 decembrie 1933, după o intervenție chirurgicală intestinală cu trei zile mai devreme.

## Critică și moștenire
H. P. Lovecraft a spus despre Chambers într-o scrisoare către Clark Ashton Smith:
„Chambers este ca Rupert Hughes⁠(d) și alți câțiva titani căzuți – echipați cu creierul și educația potrivite, dar lipsiți complet de obiceiul de a le folosi.”
În ciuda abandonului efectiv de către Chambers a ficțiunii supranaturale ciudate, aceste lucrări timpurii au fost retipărite în cea mai mare parte a secolului al XX-lea, datorită includerii lor de către Lovecraft în studiul critic "Supernatural Horror in Literature⁠(d)" / „ Oroarea supranaturală în literatură”.
Frederic Taber Cooper⁠(d) a comentat: 
„O mare parte din munca lui Chambers exasperează, pentru că simțim că ar fi putut atât de ușor s-o fi îmbunătățit.”
Într-o prezentare generală a ficțiunii istorice a lui Chambers, Wendy Bousfield a declarat că romanul istoric Cardigan a fost „cel mai apreciat roman istoric al lui Chambers” în timpul vieții sale. Bousfield a mai susținut că o mare parte din ficțiunea istorică a lui Chambers a fost afectată de personaje prost scrise și de „umor insensibil în detrimentul tipurilor etnice”. Bousfield a mai scris că „trivializarea relațiilor umane de către Chambers este regretabilă, deoarece recrearea lui a detaliilor de epocă despre îmbrăcăminte și viața de zi cu zi este vie și exactă din punct de vedere istoric”. 
Printre studiile critice ale operei de groază și fantezie ale lui Chambers se numără eseul lui Lee Weinstein în Supernatural Fiction Writers, eseul lui Brian Stableford din St. James Guide to Horror, Ghost and Gothic Writers și un capitol din cartea lui S. T. Joshi⁠(d), The Evolution of the Weird Tale (2004).
Romanul lui Chambers The Tracer of Lost Persons a fost adaptat într-o lungă piesă de teatru radiofonic dramatică de crimă, Mr. Keen, Tracer of Lost Persons⁠(d) (1937–1954), de către producătorii de telenovele Frank⁠(d) și Anne Hummert⁠(d).
The King in Yellow de Chambers a inspirat mulți autori moderni, printre care Karl Edward Wagner⁠(d), Joseph S. Pulver⁠(d), Lin Carter, James Blish, Nic Pizzolatto⁠(d), Michael Cisco⁠(d), Stephen King, Ann K. Schwader⁠(d), Robert M. Price⁠(d), Galad Elflandsson⁠(d) și Charles Stross.

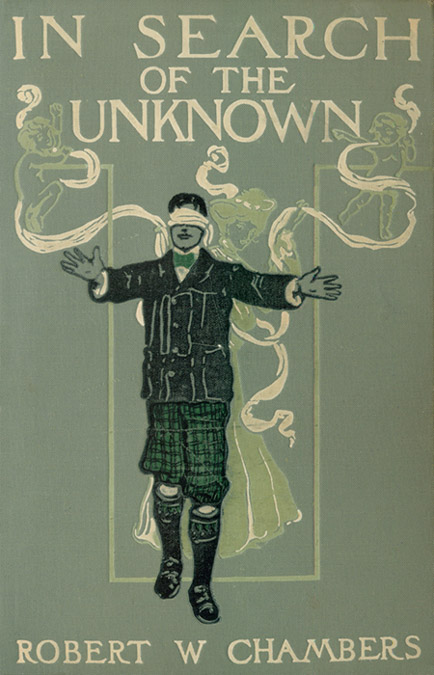
Coperta primei ediții a In Search of the Unknown / În căutarea necunoscutului.

## Bibliografie

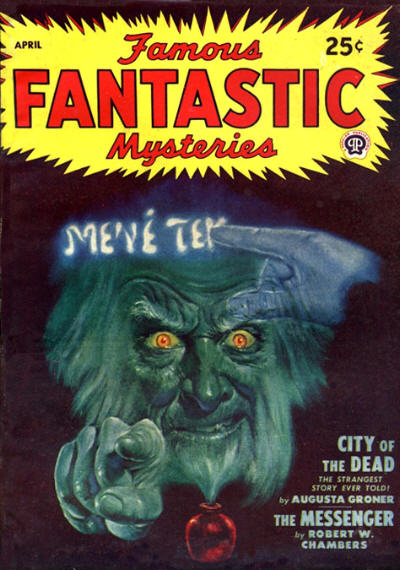
O retipărire a nuveletei lui Chambers din 1897 „The Messenger” a fost prezentată pe coperta numărului din aprilie 1948 al revistei '.

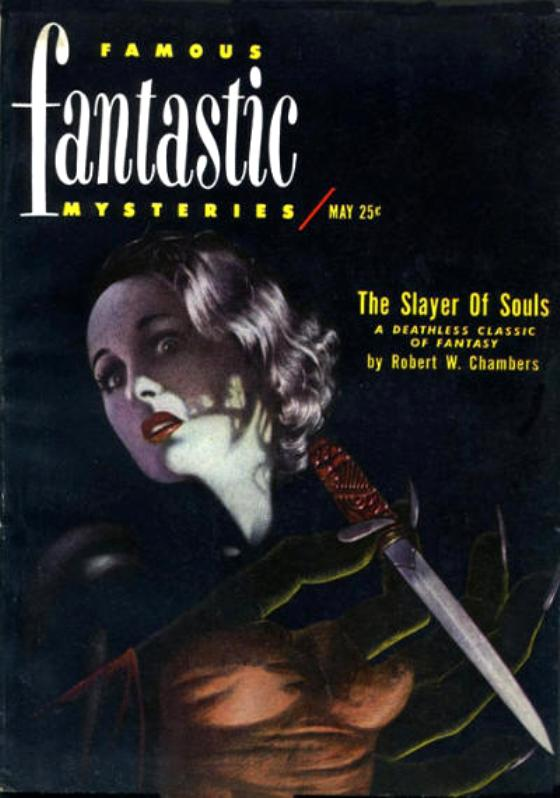
Romanul lui Chambers din 1920 The Slayer of Souls a fost retipărit ca povestire și a fost prezentat pe coperta numărului din mai 1951 al revistei '.

### Romane și culegeri de povestiri
- In the Quarter (1894)
- The King in Yellow (1895) – povestiri
- The Red Republic (1895)
- The Maker of Moons (1896) – povestiri
- A King and A Few Dukes (1896)
- With the Band (1896)
- The Mystery of Choice⁠(d) (1897) – povestiri
- Lorraine (1898)
- Ashes of Empire (1898)
- The Haunts of Men⁠(d) (1898) – povestiri
- Outsiders (1899)
- The Cambric Mask (1899)
- The Conspirators (1899)
- Cardigan (1901)
- The Maid-at-Arms (1902)
- The Maids of Paradise (1903)
- In Search of the Unknown (1904)
- A Young Man in a Hurry⁠(d) (1904) – povestiri
- The Reckoning (1905)
- Iole (1905)
- The Tracer of Lost Persons (1906)
- The Fighting Chance (1906)
- The Tree of Heaven⁠(d) (1907) – povestiri
- The Younger Set (1907)
- Some Ladies in Haste (1908)
- The Firing Line (1908)
- Special Messenger (1909)
- The Danger Mark (1909)
- The Green Mouse (1910)
- Ailsa Paige (1910)
- The Common Law (1911)
- The Adventures of a Modest Man (1911)
- Blue-Bird Weather (1912)
- The Streets of Ascalon (1912)
- The Japonette (1912) – publicat în foileton în Cosmopolitan ca The Turning Point
- The Gay Rebellion (1913)
- The Business of Life (1913)
- Quick Action (1914)
- The Hidden Children (1914)
- Anne's Bridge (1914)
- Between Friends (1914)
- Who Goes There! (1915)
- Athalie (1915)
- Police!!! (1915) – povestiri
- The Girl Philippa (1916)
- The Better Man (1916) – povestiri
- The Dark Star (1917)
- Barbarians (1917)[16]
- The Laughing Girl (1918)
- The Restless Sex (1918)
- The Moonlit Way (1919)
- In Secret (1919)
- The Crimson Tide (1919)
- A Story of Primitive Love (1920)
- The Slayer of Souls (1920)
- The Little Red Foot (1920)
- Eris (1922)
- The Flaming Jewel (1922)
- The Talkers (1923)
- The Hi-Jackers (1923)
- America; or, The Sacrifice (1924)
- The Mystery Lady (1925)
- Marie Halkett (1925 UK, 1937 US)
- The Girl in Golden Rags (1925 UK, 1936 US)
- The Man They Hanged (1926)
- The Drums of Aulone (1927)
- The Gold Chase (1927)
- The Sun Hawk (1928)
- The Rogue's Moon (1928)
- The Happy Parrot (1929)
- The Painted Minx (1930)
- The Rake and the Hussy (1930)
- War Paint and Rouge (1931)
- Gitana (1931)
- Whistling Cat (1932)
- Whatever Love Is (1933)
- Secret Service Operator 13 (1934) – povestiri publicate anterior în Cosmopolitan între 1930 și 1932
- The Young Man's Girl (1934) – foileton in The Delineator, 1933
- Love and the Lieutenant (1935) – foileton in The Woman's Home Companion⁠(d), 1934
- Beating Wings (1936) – foileton in McCall's⁠(d), 1927
- The Fifth Horseman (1937) – foileton in McCall's, 1930
- Smoke of Battle (1938) – acest roman a fost posibil finalizat de Rupert Hughes⁠(d).

### Cărți pentru copii
- Outdoorland (1902) Ilustrații de Reginald Bathurst Birch⁠(d)
- Orchard-Land (1903) Ilustrații de Reginald Bathurst Birch⁠(d)
- River-Land (1904) Ilustrații de Elizabeth S. Green
- Forest-Land (1905) Ilustrații de Emily Benson Knipe
- Mountain-Land (1906) Ilustrații de Frederick Richardson & Walter King Stone
- Garden-Land (1907) Ilustrații de Harrison Cady
- The Happy Parrot (1931) Ilustrații de Norman Price

### Culegeri retipărite
- The King in Yellow and Other Horror Stories, editată de E. F. Bleiler⁠(d), Dover⁠(d) 1970
- The Yellow Sign and Other Stories, editată de S.T. Joshi⁠(d), Chaosium⁠(d) 2004

### Antologii care conțin lucrări retipărite de Robert W. Chambers
- Sporting Blood: The Great Sports Detective Stories, editată de Ellery Queen⁠(d), Little, Brown and Company 1942 – conține lucrarea "The Purple Emperor"
- Sleep No More⁠(d), editată de August Derleth, Rinehart & Company⁠(d) 1944 – conține lucrarea "The Yellow Sign"
- The Faded Banners, editată de Eric Solomon, T. Yoseloff 1960 – conține lucrarea "Pickets"
- The Dark Descent, editată de David G. Hartwell⁠(d), Tor 1987 – conține lucrarea "The Repairer of Reputations"
- The Horror Hall of Fame, editată de Robert Silverberg și Martin H. Greenberg, Carroll & Graf⁠(d) 1991 – conține lucrarea "The Yellow Sign"
- The Hastur Cycle, editată de Robert M. Price⁠(d), Chaosium⁠(d) 1993 – conține "The Repairer of Reputations" și "The Yellow Sign"
- Detection by Gaslight, editată de Douglas G. Greene⁠(d), Dover Publications⁠(d) 1997 – conține lucrarea "The Purple Emperor"
- The Innsmouth Cycle, editată de Robert M. Price⁠(d), Chaosium⁠(d) 1998 – conține lucrarea "The Harbor-Master" (primele cinci capitole din In Search of the Unknown)
- American Supernatural Tales, editată de S. T. Joshi⁠(d), Penguin Classics 2007 – conține lucrarea "The Yellow Sign"
- The Tindalos Cycle, editată de Robert M. Price⁠(d), Hippocampus Press⁠(d) 2010 – conține lucrarea "The Maker of Moons⁠(d)"

## Filme
- The Reckoning (1908), scurtmetraj mut, adaptare a romanului omonim. Regizat de D. W. Griffith
- The Common Law (1916), adaptare ca un film mut a romanului omonim. Regizat de Albert Capellani
- The Fighting Chance (1916 film)⁠(it)[traduceți] (1916), adaptare ca un film mut a romanului omonim.
- The Girl Philippa⁠(d) (1917), adaptare ca un film mut a romanului omonim. Regizat de S. Rankin Drew⁠(d)
- The Hidden Children⁠(d) (1917), adaptare ca un film mut a romanului omonim. Regizat de Oscar Apfel⁠(d)
- The Fettered Woman (1917), adaptare ca un film mut a romanului Anne's Bridge. Regizat de Tom Terriss⁠(d)
- Who Goes There? (1917 film)⁠(it)[traduceți] [it⁠(d)] (1917), adaptare ca un film mut a romanului. Regizat de William P.S. Earle
- The Woman Between Friends (1918), adaptare ca un film mut a romanului Between Friends. Regizat de Tom Terriss
- The Business of Life (film)⁠(it)[traduceți] (1918), adaptare ca un film mut a romanului. Regizat de Tom Terriss
- The Danger Mark⁠(d) (1918), adaptare ca un film mut a romanului. Regizat de Hugh Ford
- The Girl of Today (1918), adaptare ca un film mut a povestirii omonime. Regizat de John S. Robertson⁠(d)
- The Cambric Mask⁠(d) (1919), adaptare ca un film mut a romanului. Regizat de Tom Terriss
- The Firing Line⁠(d) (1919), adaptare ca un film mut a romanului. Regizat de Charles Maigne⁠(d)
- The Dark Star (1919), adaptare ca un film mut a romanului. Regizat de Allan Dwan⁠(d)
- The Black Secret⁠(d) (1919), adaptare ca un film-serial mut a romanului In Secret. Regizat de George B. Seitz⁠(d)
- Even as Eve⁠(d) (1920), adaptare ca un film mut a povestirii „The Shining Band”. Regizat de Chester De Vonde⁠(d) și B A Rolfe⁠(d)
- The Turning Point (1920), adaptare ca un film mut a The Japonette. Regizat de J A Barry
- The Fighting Chance (1920), adaptare ca un film mut a romanului omonim. Regizat de Charles Maigne
- The Restless Sex⁠(d) (1920), adaptare ca un film mut a romanului omonim. Regizat de Leon D'Usseau și Robert Z. Leonard
- Unseen Forces⁠(d) (1920), adaptare ca un film mut după Athalie. Regizat de Sidney A. Franklin
- Cardigan⁠(d) (1922), adaptare ca un film mut a romanului omonim. Scenariu de Chambers. Regizat de John W. Noble⁠(d)
- The Common Law (1923), adaptare ca un film mut a romanului omonim. Regizat de George Archainbaud⁠(d)
- America (1924), adaptare ca un film mut a The Reckoning. Scenariu de Chambers. Regizat de D W Griffith
- Between Friends (1924), adaptare ca un film mut a romanului omonim. Regizat de J. Stuart Blackton⁠(d)
- The Common Law (1931), prima adaptare cu sonor după scrierile sale, adaptare cinematografică a romanului omonim. Regizat de Paul L. Stein⁠(d)
- Operator 13⁠(d) (1934), adaptare cinematografică după povestiri din Secret Service Operator 13. Regizat de Richard Boleslawski⁠(d)
- A Time Out of War⁠(d) (1954), adaptare ca scurtmetraj a povestirii „Pickets”. Regizat de Denis Sanders⁠(d)
- The Yellow Sign (2001), adaptare cinematografică a povestirii omonime. Regizat de Aaron Vanek